# Вулька-Рительська
Вулька-Рительська (пол. Wólka Rytelska) — село в Польщі, у гміні Церанув Соколовського повіту Мазовецького воєводства.
Населення — 94 особи (2011).
У 1975-1998 роках село належало до Седлецького воєводства.

## Демографія
Демографічна структура станом на 31 березня 2011 року:
|          | Загалом | Допрацездатний вік | Працездатний вік | Постпрацездатний вік |
| -------- | ------- | ------------------ | ---------------- | -------------------- |
| Чоловіки | 50      | 5                  | 36               | 9                    |
| Жінки    | 44      | 11                 | 17               | 16                   |
| Разом    | 94      | 16                 | 53               | 25                   |